# Leonardo De Prunner
Le chevalier Leonardo De (ou de) Prunner est un militaire, un minéralogiste et un entomologiste italien d’origine allemande, mort en 1831.

## Biographie
Il rejoint les rangs de l’armée de Sardaigne en tant qu’officier. Passionné d’entomologie et de minéralogie, il consacre son temps libre à récolter des spécimens d’histoire naturelle. Le prince Carlo Felice (1765-1831) de Savoie, duc de Genève, roi de Sardaigne, lui confie la direction de son cabinet de curiosités. Sous l’impulsion de De Prunner, il devient un véritable muséum financé par les ressources princières mais aussi par son argent personnel. Ce muséum est actuellement connu sous le nom de Musée de minéralogie Leonardo de Prunner de Cagliari.
Il est notamment l’auteur de Catalogus larvarum Europae (1793, 39 pages) et Lepidoptera Pedemontana illustrata (1798, 127 pages).

## Source
- Cesare Conci et Roberto Poggi (1996), Iconography of Italian Entomologists, with essential biographical data. Memorie della Società entomologica Italiana, 75 : 159-382.